# Vlad Ioviță

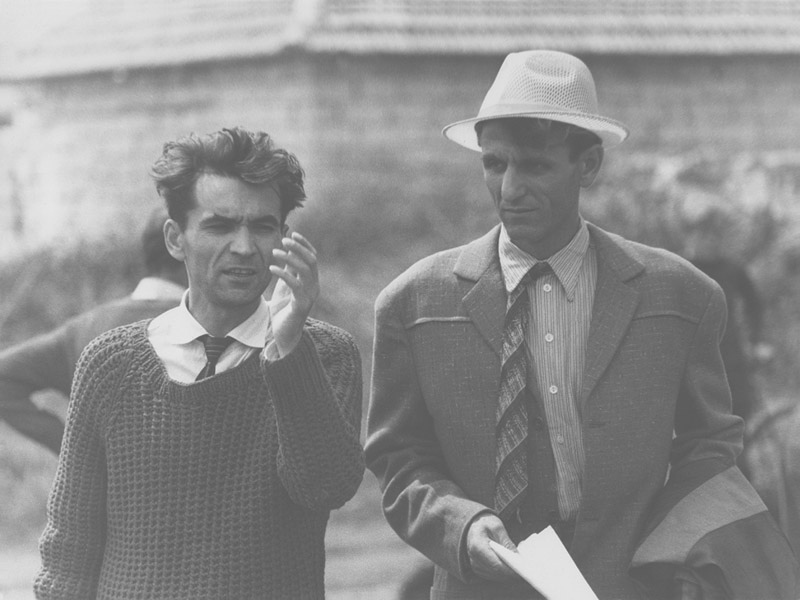
El director (izquierda) y actor Ion Georgievici durante un rodaje.

Vlad Ioviță (25 de diciembre de 1935, Cocieri, Dubasari, RASS, URSS de Moldavia - muerto el 23 de junio de 1983, Chisináu, República Socialista Soviética de Moldavia, URSS) fue un novelista, guionista y director de cine rumano .

## Biografía
Vlad Ioviță nació el 25 de diciembre de 1935, en el pueblo de Cocieri en el distrito de Dubasari (en Transnistria). Estudió en la Escuela Coreográfica „A. Vaganova ”en Leningrado (1954),  estudió cursos avanzados de escritura de guiones en Moscú (1962-1964).
Vlad Ioviță hizo su debut como escritor. A partir de 1966 iniciando su colaboración con el estudio cinematográfico "Moldova-film", firmando el guion de la película Se caută un paznic (después del cuento "Ivan Turbincă" de Ion Creangă ). Desde 1969 colabora de forma permanente como director y guionista de varias películas de ficción o documentales. La película que le dio notoriedad fue el documental Fântâna (1966), que ganó el Gran Premio y el Diploma del Festival Regional de Cine de Chisináu (7.ª edición, 1967).
De su filmografía podemos mencionar las películas históricas Dimitrie Cantemir (1973), que obtuvo el Diploma por reflejar el tema histórico en el Festival de Cine de la Unión de Bakú (7.ª edición, 1974) y A las puertas de Satanás (1980), que obtuvo el Diploma al Mejor Guion en el Festival de Cine Republicano de Chisináu (1.ª edición, 1980). Dirigió tanto el guion como el guion de ambas películas. En 1976, recibió el Premio Estatal por logros destacados en el campo de la cinematografía y la cultura de Moldavia. La creación cinematográfica de Ioviță se caracteriza por una "alta cultura profesional, por una combinación orgánica de lo veraz con lo artístico, por una fuerte expresividad artística y por tendencias reales hacia la balada".
Vlad Ioviță también se desempeñó como secretario del Sindicato de Cineastas de Moldavia (1981-1983). Murió el 23 de junio de 1983 en Chisináu y fue enterrado en su aldea natal.
Actualmente la Escuela Secundaria Teórica de la aldea de Cocieri lleva su nombre.

## Actividad literaria

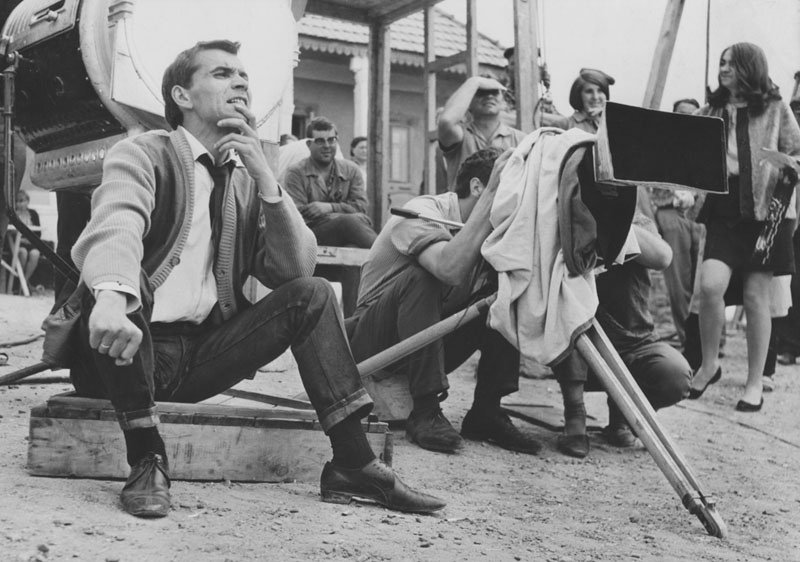
Vlad Ioviță en los años 60.

A partir de 1958, Vlad Ioviță publicó versos, bocetos y cuentos. Hizo su debut editorial con el volumen de cuentos La risa y el grito del vino (1965). Su prosa Más allá de la lluvia (1970; 1979), Tres prosa (1971), Dimitrie-Vodă Cantemir (1973), Una hectárea de sombra para el Sahara (1984), Frío (1988) es conductual por excelencia, con héroes que parecen tacaños perfilado, como en un bajorrelieve, siguiendo la línea de la prosa lírico-simbólica de la atmósfera. Sus cuentos han sido traducidos al ruso, alemán, eslovaco, etc.
Como prosista, Vlad Ioviță es casi desconocido en Rumanía debido a que su obra no se publicó en escritura latina, a excepción del volumen de prosa Una hectárea de sombra para el Sahara . Se le considera un escritor de prosa moderno y un nombre de referencia en la prosa posterior a Besarabia. Entre sus cuentos más conocidos mencionamos Chico guapo, Sirena, Magdalena, etc.

## Filmografía

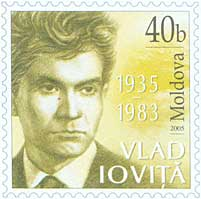
El retrato del director en un sello moldavo.

### Director

#### Películas de ficción
- Boda en el palacio (1969)
- Dimitrie Cantemir (en colaboración con Vitalie Calașnicov, 1973)
- El caballo, el rifle y la esposa (1975)
- A las puertas de Satanás (1980)

### Documentales
- La fuente (1966)
- Donde juegan los moldavos (1967)
- Malanca, el carnaval de invierno (1968)
- ¡Viva Victoria! (1971)
- La danza de nuestros otoños (1983)

### Guionista
- Buscando un guardia (1967)
- Vica, yo y la columna (s / m, 1972)
- Dimitrie Cantemir (1973)
- Duración del día (en colaboración con Valeriu Gagiu, 1974)
- El caballo, el rifle y la esposa (en colaboración con Nicolae Esinencu, 1975)
- La historia de Handsome Boy (en colaboración con Nicolae Esinencu, 1977)
- A las puertas de Satanás (en colaboración con Nicolae Esinencu, 1980)

## Obras publicadas
- Más allá de la lluvia (1970; 1979)
- Tres prosa (1971)
- Dimitrie-Vodă Cantemir (1973)
- Príncipe Encantador. Cuento cinematográfico (Editorial de literatura artística, Chisináu, 1981)
- Una hectárea de sombra para el Sahara (1984)
- Refrigeradores (1988)
- Una hectárea de sombra para el Sahara . Antología, tabla cronológica y referencias histórico-literarias de Viorica Zaharia-Stamati (Ed. Litera internacional, Chisináu, 2004)